# Tojan
Tojan is een bestuurslaag in het regentschap Klungkung van de provincie Bali, Indonesië. Tojan telt 2657 inwoners (volkstelling 2010).